# Plaine-Haute

Plaine-Haute este o comună în departamentul  Côtes-d'Armor, Franța. În 1 ianuarie 2022 avea o populație de 1.705 de locuitori.